# Włoszek

herb gminy Juchnowiec Kościelny

Włoszek – polski herb szlachecki, odmiana herbu Pielesz.

## Opis herbu
Józef Szymański blazonuje herb następująco:
W polu czerwonym dwa miecze srebrne skrzyżowane na skos, między nimi cztery róże srebrne. Labry zapewne czerwone z podbiciem srebrnym. Klejnot – pośrodku dwóch trąb myśliwskich ptak, barwy nieznane.
Rekonstrukcja ta powstała przez przyjęcie godła herbowego według przekazów Bartosza Paprockiego i Marcina Bielskiego i klejnotu z przekazu Wiktora Wittyga. Według tego ostatniego jednak, godło herbu było inne - brakowało róży u podstawy, zaś miecze trzymały dłonie.

## Najwcześniejsze wzmianki
Najstarsze wyobrażenie herbu pochodzi z pieczęci Włoszka z 1572 r. Najwcześniejszy opis u Paprockiego w Gnieździe Cnoty.

## Herbowni
Tadeusz Gajl podaje trzy nazwiska herbownych:
Smoniewski, Szmoniewski, Włoszek.

## Występowanie poza heraldyką szlachecką
Mocno zniekształcony herb Włoszek został przyjęty w 1990 roku jako herb gminy Juchnowiec Kościelny. Gmina ta, przyjęła taki herb na pamiątkę fundatora miejscowej parafii - Stanisława Zachariasza Włoszka. W 2013 roku gmina przyjęła nowy herb, w którym zgodnie z zasadami heraldyki herb Włoszek uszczerbiono, pozostawiając z niego jedynie trzy róże.